# ملكية مزدوجة

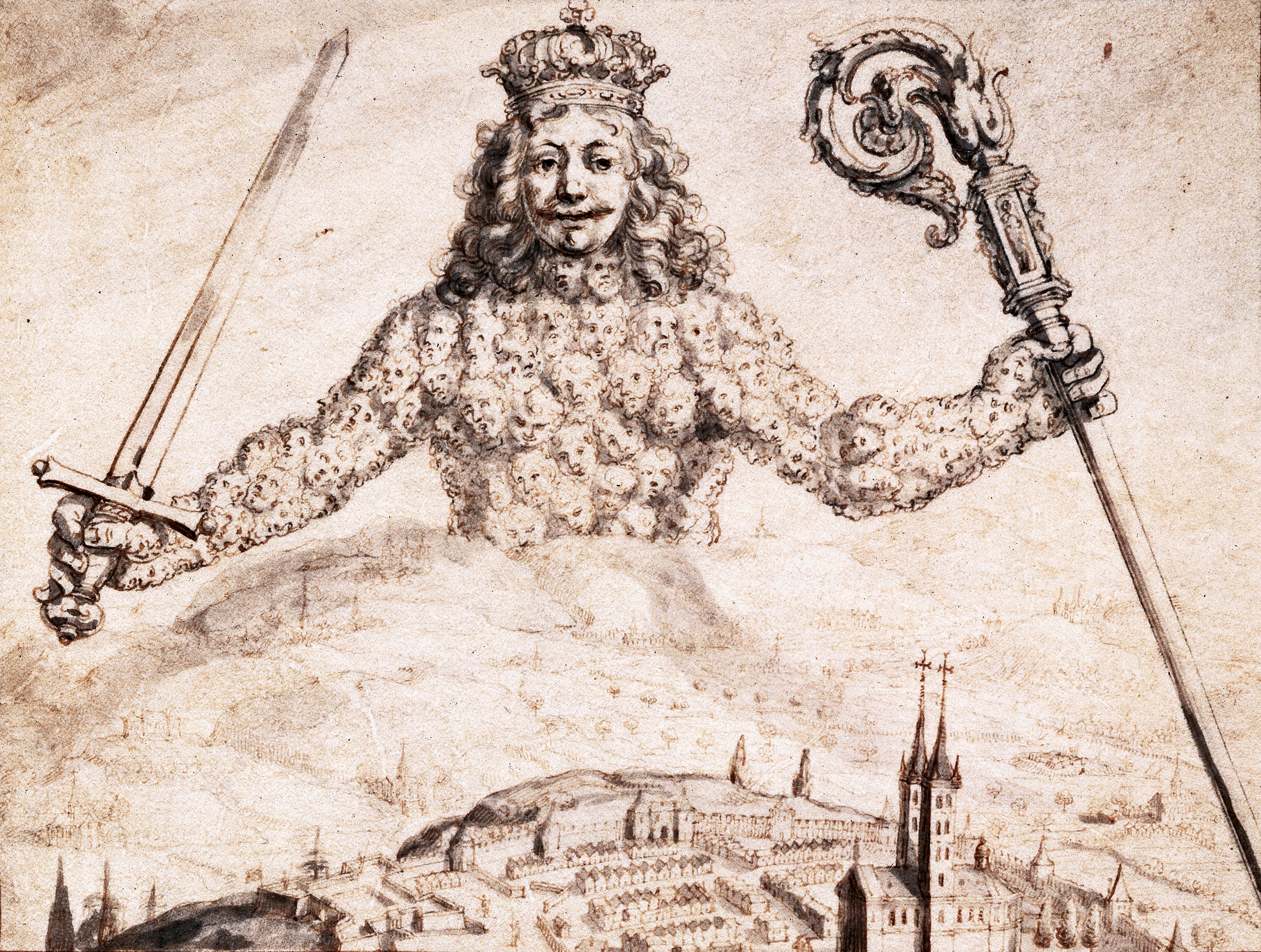

تحدث الملكية المزدوجة عندما يحكم مملكتين منفصلتين نفس الملك ويتبعان نفس السياسة الخارجية وتكونان منضمتين في اتحاد جمركي تجاه بعضهما البعض ويكون لهما جيش مشترك ولكن في نفس الوقت ذاتية الحكم. عادة ما يستخدم المصطلح للإشارة إلى النمسا والمجر وهي الملكية المزدوجة التي وجدت من 1867 إلى 1918.
في سبعينيات القرن التاسع عشر، وباستخدام نموذج الملكية المزدوجة المتبع في النمسا والمجر، اقترح كل من أمير ويلز (الملك إدوارد السابع بعد ذلك) ووليم غلادستون بأن تشكل أيرلندا وبريطانيا العظمى مملكة مزدوجة. لم تنجح جهودهما ولكن آرثر غريفيث استخدم الفكرة في وقت لاحق في عام 1904 في عمله الأصلي انبعاث المجر (The Resurrection of Hungary). في هذا الكتاب، أشار جريفيث إلى كيف تحولت المجر في عام 1867 من جزء من الإمبراطورية النمساوية إلى مملكة منفصلة مكافئة لمملكة النمسا والمجر. ورغم أنها ليست مملكة بذاتها، فقد دعا جريفيث إلى اتخاذ نفس النهج في العلاقة الإنجليزية الأيرلندية. ولم يعتنق القادة السياسيون الأيرلنديون الآخرون تلك الفكرة وتركت أيرلندا في نهاية المطاف اتحاد بريطانيا العظمى وأيرلندا لتشكل دولة منفصلة هي دولة أيرلندا الحرة في عام 1922.
استخدم المؤرخون لاحقًا هذا المصطلح للإشارة إلى أمثلة أخرى حكم فيها ملك واحد دولتين، مثل هنري الخامس وهنري السادس حيث كانا ملكين على كل من إنجلترا وفرنسا في القرن الخامس عشر كنتيجة لتشكيل دولة دمية على مساحة شاسعة من أرض فرنسا إبان حرب المئة عام، ودولة الدنمارك والنرويج؛ حيث كانت ملكية مزدوجة وجدت في الفترة من 1536 إلى 1814.
ليس بالضرورة أن تكون المملكة المزدوجة اتحادًا شخصيًا. في الاتحاد الشخصي، يحكم شخص واحد مملكتين أو أكثر ولكن لا توجد هياكل حكومية مشتركة أخرى. ويكون للدول في الاتحادات الشخصية جيوش وسياسات خارجية ورسوم جمركية منفصلة. ومن هذا المنطلق، فإن الإمبراطورية النمساوية المجرية لم تكن مجرد اتحاد شخصي حيث تشاركت الدولتان في مجلس الوزراء الذي حكم السياسة الخارجية وفي الجيش وفي المالية العامة.